# Lillemor Hallin

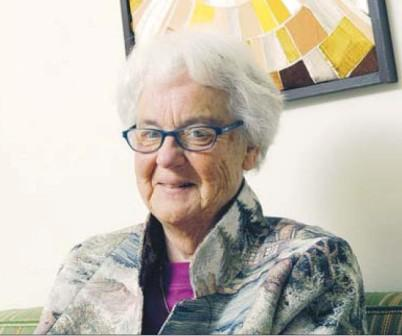
Lillemor Hallin, 2020.

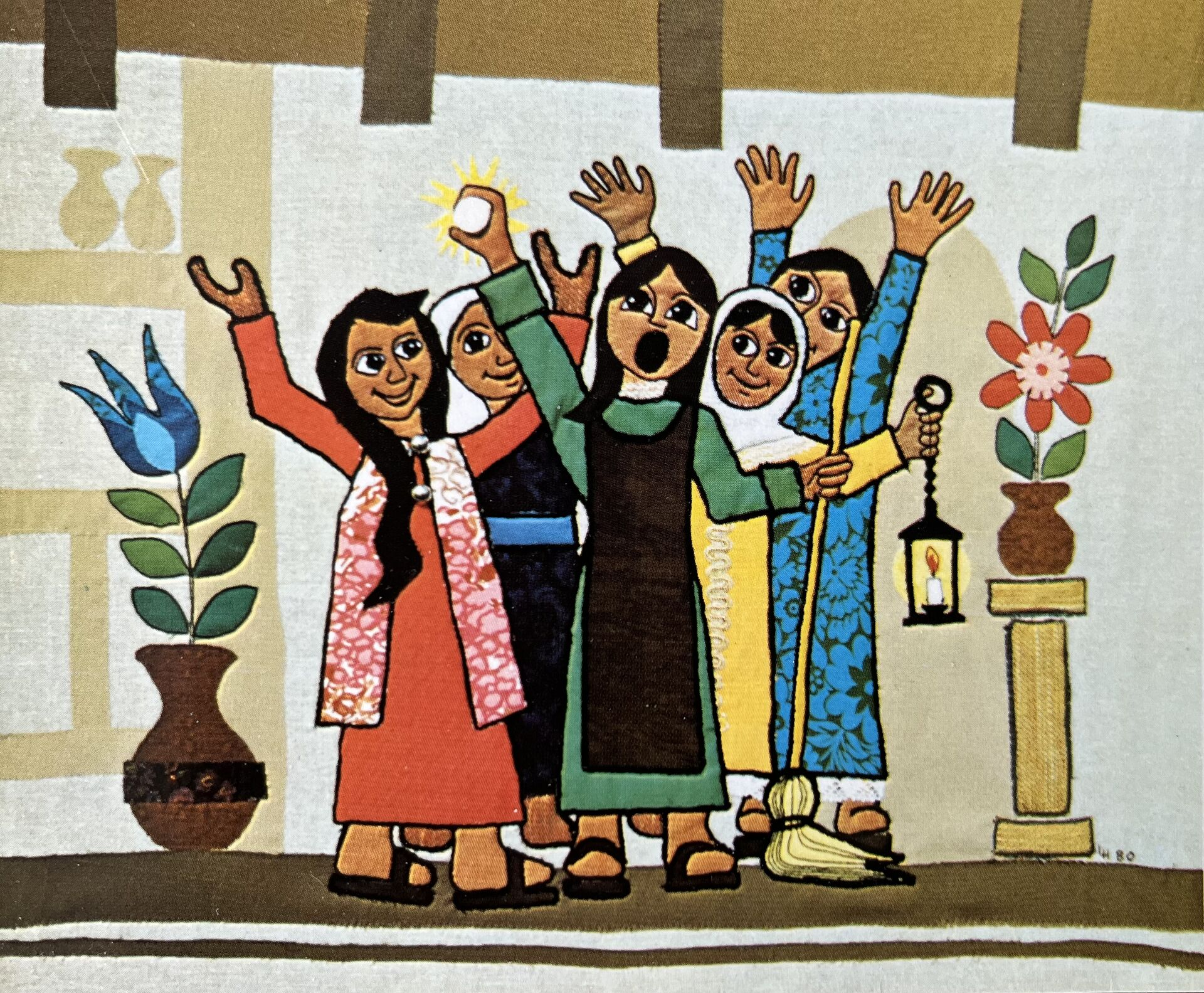
Tygapplikation "Gläd er med mig" av Lillemor Hallin föreställande scenen med det borttappade myntet, Luk 15:18-10.

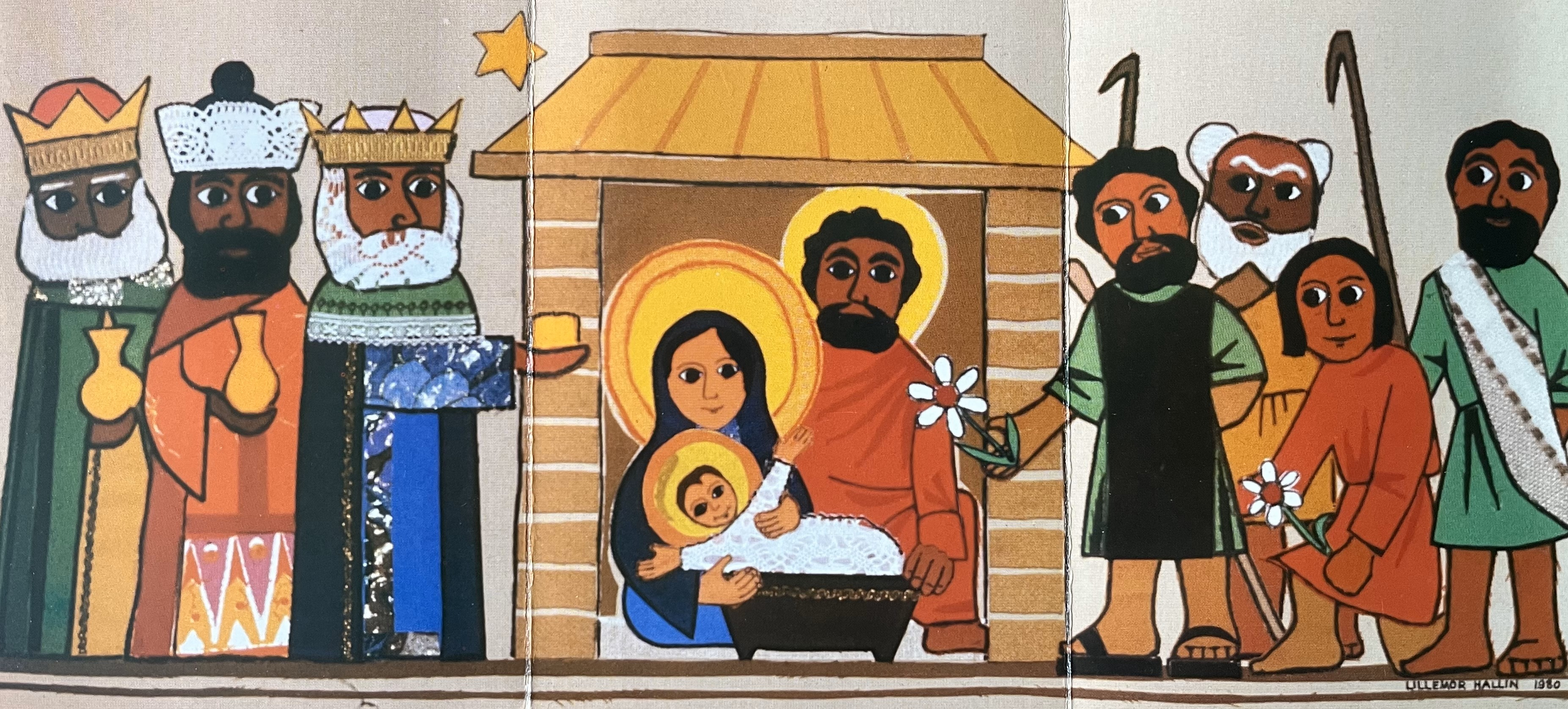
Julkrubba. Tygapplikation 45x90. Återgivet på Svenska Bibelsällskapets julkort 1980.

Lillemor Sylvia Terese Hallin, född 24 april 1934 i Danderyd, död 31 juli 2025 i Djursholm, var en svensk bildlärare, textilkonstnär och författare, framförallt känd för sitt arbete inom kyrkan med praktisk ekumenik, själavårdande förbönssamtal och katolsk karismatisk förnyelse.

## Biografi
Hallin växte upp som katolik, då hennes mor konverterat från Missionsförbundet. I boken När murarna föll: Min katolska uppväxt har hon beskrivit sin katolska uppfostran i en miljö där detta sågs som något främmande. När hon var 17 år drabbades hon av en blodsjukdom som läkarna betraktade som dödlig men hon blev frisk på ett till synes mirakulöst sätt.
Hallin utbildade sig vid Konstfackskolan med textil inriktning och har bedrivit universitetsstudier inom kulturhistoria. Hon har varit verksam som teckningslärare vid speciallärarlinjen på Lärarhögskolan i Stockholm samt som lärare i kulturvetenskap med textil inriktning vid universiteten i Uppsala och Gävle. Hon har gjort utvecklingsinsatser för textillärarutbildning och textilvetenskap och bidragit med historiska avsnitt i läroböcker om vävning, bildvävning, broderi, stickning, virkning, spetssömnad,  träslöjd, metallslöjd, silversmide med mera. Hallin har jämsides haft en textil verkstad i hemmet och arbetat med tygapplikationer.

### Arbete i kyrkan
Efter hand fick Hallins engagemang för kyrkan och karismatisk kristendom en allt större plats i hennes liv. Hon tillhörde Vår Frus katolska församling i Täby och levde i bönegemenskap i en kommunitet där man tog emot personer för förbönssamtal, något som utvecklades i den ekumeniska organisationen "Helhet genom Kristus", där hon var engagerad under många år. Hon var också en förgrundsgestalt i karismatisk förnyelse inom Katolska kyrkan. Åren 1983–2007 var hon ordförande i AKKS, arbetsgruppen för karismatisk förnyelse i Katolska kyrkan i Sverige. Hon samarbetade med kristna i alla läger och framhöll de nådegåvor som medkristna från andra kyrkor bidrar med. Tillsammans med bland andra Maj Starck bidrog hon till att det utvecklades ett blomstrande ekumeniskt samarbete i Danderyd och Täby från 1970- till 1990-talet med ekumeniska bönegrupper, regelbundna träffar för präster/pastorer, evangelisation, socialt arbete och second hand-butik.

#### Själavård och bön för helande.
I boken Läkedom i Kristus - Den helande församlingen beskriver Hallin bönen för helande som "ett av mitt livs största äventyr". Hon tillägnade boken modern Margit Hallin som blev hennes första vägvisare. Redan på 1930-talet bad modern för människor och talade om hela kristenhetens uppgift att hela. Trots att hon blev illa förstådd gav hon inte upp och på 1950-talet besökte hon den katolske biskopen Ansgar Nelson och talade om sin vision av andlig förnyelse för kyrkan. Då Lillemor Hallin var dödssjuk i en blodsjukdom som läkarna ansåg obotlig fick hon själv uppleva helande i samband med moderns förböner.
1971 förstod Hallin och hennes väninna Kerstin Jonsson att de hade en kallelse att "bo och be ihop". De läste en bok av Agnes Sanford om den helige Anden och bön för läkedom. Agnes Sanford var en av USA:s stora pionjärer under 1900-talet på det området. 
Genom att modern tillhörde karmeliternas tredje orden och ofta vistades hos karmelitbröderna i Tågarp utanför Helsingborg kom Lillemor Hallin i kontakt med danskan Grethe Livbjerg som skötte om gästhemmet. De två kom i kontakt med diakonissan Signe Larsson på stiftsgården Breidagård utanför Uppsala. Signe Larsson var tidigare medarbetare på S:t Davidsgården i Rättvik och utvecklade det som senare skulle ta form i själavårdsrörelsen Helhet genom Kristus, en form av samtal och förbön ämnad att leda människor till en djupare överlåtelse till Jesus Kristus och till att utrusta dem för tjänst i den kristna gemenskapen. I förbönssamtalet ber man också om läkedom för hela personligheten och hjälp att lämna negativa livsmönster.
På en konferens i England kom man i kontakt med Anne S White, grundare av VMTC. Hon inbjöds till Sverige och höll under 10 års tid utbildning för själavårdare på Breidagård. Lillemor Hallin och Kerstin Jonsson blev engagerade i dessa kurser, och Kerstin Jonsson var under många år verksam i styrelsen för Helhet genom Kristus.
Förbönssamtalen utvecklades också i katolska församlingen i Täby som Lillemor Hallin då tillhörde i samarbete med församlingens präster Clyde Rauch, James Meysenburg och Kasper Deis. 1975 startades en skola i bön för helande i församlingen. 100-tals förebedjare utbildades, protestanter och katoliker, präster, pastorer, ordenssystrar, diakoner och lekfolk.. Också inom AKKS introducerades den helande förbönen inom bönegrupper och vid helande-gudstjänster.

#### Katolsk karismatisk förnyelse
Hallin berättade själv i sina böcker om vägen in i den karismatiska dimensionen av kristendomen: Botandet av hennes svåra blodsjukdom som 17-åring åtföljdes av en stark förnimmelse av Jesu närvaro och som ett tilltal från honom: "Du skall återvända till livet och söka den kärlek som bryter ner alla murar". I slutet på 1960-talet leddes hon in i sammanhang med protestantiska kristna som fick be för henne om läkedom av tidigare själsliga sår. Hon beskriver det som att hon fick ta emot den helige Ande på ett mycket kraftfullt sätt, med en ny glädje, en ny övertygelse att hon verkligen var älskad av Gud. I sökandet efter ett andligt hem för sin förnyade tro var inte den första tanken att återvända till Katolska kyrkan, men hon beskriver att hon fick en mycket klar ingivelse att hon skulle stanna i Katolska kyrkan. Under 1970-talet fanns hon ofta med som välkänd katolsk representant i den våg av ekumenisk karismatisk väckelse som präglade den tiden med karismakonferenser och Katarinakonferenserna i Katarina kyrka i Stockholm.
1973 startade hon tillsammans med  pater Clyde Rausch i Vår Frus katolska församling i Täby en bönegrupp. Snart anslöt sig också människor från Pingstförsamlingen och andra samfund, och gruppen utvecklades till en ekumenisk bönegrupp som blev vida känd. Man fick uppleva mirakulösa svar på förbön för helande och den ekumeniska gemenskapen växte och människor kom till gruppen från hela regionen.Tidningen Dagen (16 september 1973), Svenska Journalen m.fl. tidningar gjorde reportage. Lillemor Hallin och gruppen i Täby förstod snart att man tillhörde det stora sammanhanget av karismatisk förnyelse som också börjat i Katolska kyrkan i slutet på 1960-talet. 1978 reste man till Bryssel och deltog i ett av de ekumeniska seminarier som leddes av kardinal Suenens.
Lillemor Hallin utsågs till sekreterare i en nordisk samarbetsgrupp för den Katolska karismatiska förnyelsen och man arrangerade den första nordiska katolska karismatiska konferensen i Stockholm 1985,  I Sverige bildades AKKS, Arbetsgruppen för Karismatisk förnyelse i Katolska kyrkan i Sverige med Lillemor Hallin som ordförande åren 1987–2007.

#### Ålderdom
Under senare delen av sitt liv flyttade Lillemor Hallin tillsammans med Kerstin Jonsson till ett äldreboende hos Birgittasystrarna i Djursholm där hon avled den 31 juli 2025. Sista åren präglades av sviktande hälsa, men hon hann ändå med att fullborda ett projekt med nyutgivning av hennes böcker.

### Kultur/Slöjd
- 1969 – Vävutbildning, Vävlärarutbildning. Uppsats framlagd vid seminarium i nordisk och jämförande folklivsforskning vid Stockholms universitet.
- 1984 –  Kompendium i dräkthistoria för blivande textillärare. Uppsala. Libris 466940
- 1992 – Mot en textil helhetsuppfattning och en textil vetenskap. Uppsala universitet 1992, Lillemor Hallin. F 1: 8B: 1

### Kristen tro
- 1987 – Hallin, Lillemor; Jonsson Kerstin. Låt oss be tillsammans: liten instruktion för katolska bönegrupper inom den karismatiska förnyelsen. Libris 702956
- 1988 –  Katolsk karismatisk förnyelse. [S.l.]: Arbetsgruppen för karismatisk förnyelse i Katolska kyrkan i Sverige (AKKS). Libris 809520
- 2006 –  Strömmar av liv: om den helige Andes verk i vår tid (Ny, rev. utg, första utgåva 1997). Örebro: Libris. Libris 10185810. ISBN 9171958355
- 2010 – Elworth, Kerstin; Hallin Lillemor, Jonsson Kerstin. Under Marias beskydd: Vår Frus katolska församling, Täby, 1962-2010. Täby: Vår Frus katolska församling. Libris 12092335
- 2010 –  Läkedom i Kristus: den helande församlingen (2. uppl, första utgåva 2003). Skellefteå: Artos. Libris 12092982. ISBN 9789175805047
- 2012 –  Se Herrens härlighet (2., rev. uppl, första utgåva 1991). Skellefteå: Artos. Libris 12531281. ISBN 9789175805870
- 2016 –  När murarna föll: min katolska uppväxt. Skellefteå: Artos. Libris 19446399. ISBN 9789175807997
- 2017 –  Något om katolsk karismatisk förnyelse i Sverige 1972-2007. [Enskede]: Isidor nätverk och data. Libris 22543801. ISBN 9789163956010
- 2019 – Gud kallar vanliga människor till att bygga upp hans rike. Om den andliga förnyelsen i Danderyd  och Täby 1979-1990-tal. (Isidor Nätverk och Data)[28]